# Clavicèmbal de Christian Zell

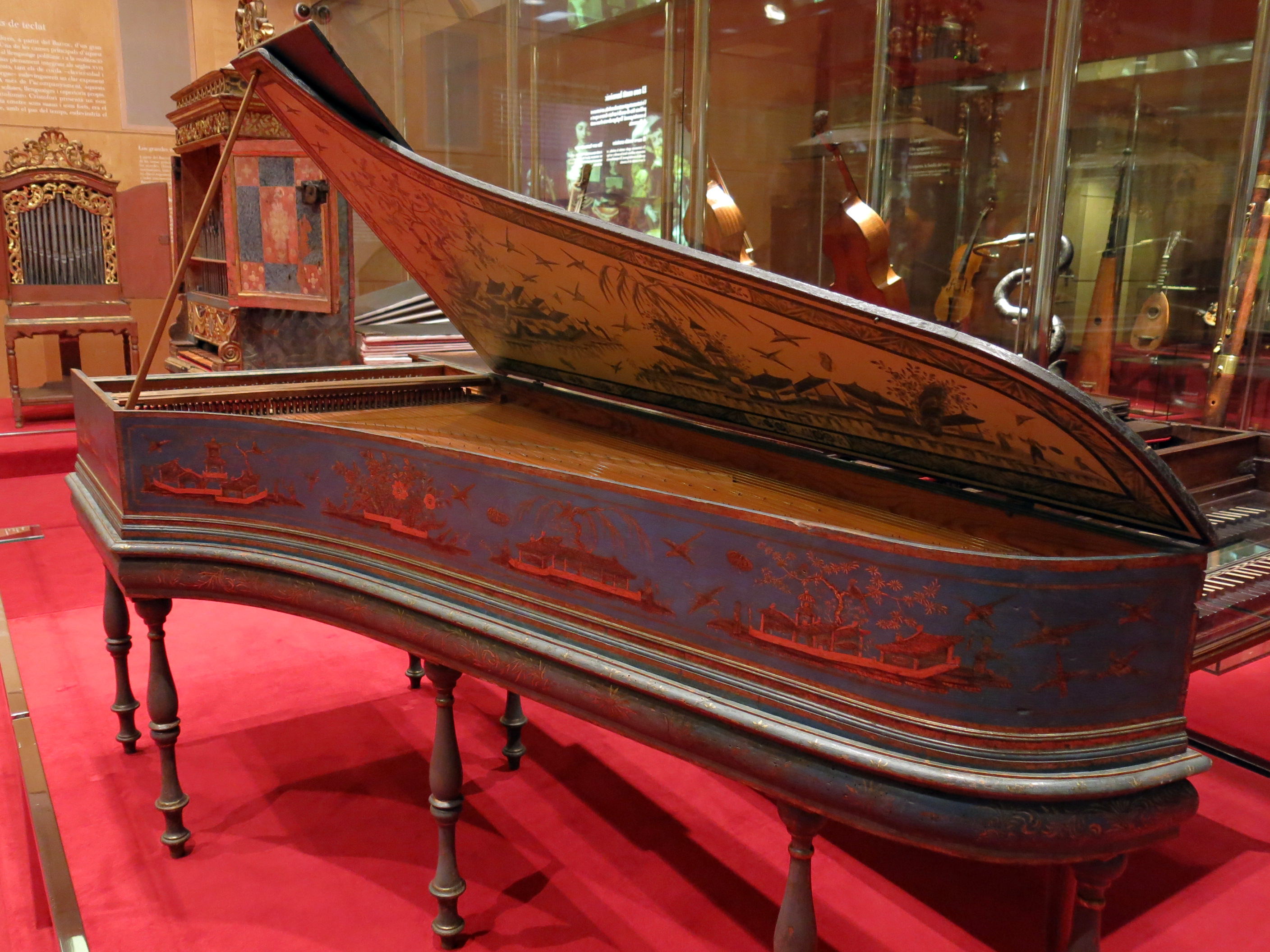

Clavicèmbal construït per Christian Zell (1683-1763), és un instrument musical fet per Christian Zell (1683-1763), un constructor de clavicèmbals alemany instal·lat a Hamburg, on es va fer càrrec del taller del lutier Carl Conrad Fleischer. Els seus clavicèmbals es caracteritzen per la riquesa de la decoració, amb detalls xinesos amb la tècnica de lacat amb un to molt propi. Només s'han conservat tres clavicèmbals d'aquest constructor, un dels quals és aquest, ingressat al Museu de la Música l'any 1947.

## Característiques i història
És un clavicèmbal d'un teclat i tres palanques, de cinquanta-un ordres triples de cordes paral·leles, activades per saltadors. Té dos registres de 8" i un de 4" amb efecte llaüt.
És un clavicèmbal de cua de corba doble amb l'exterior pintat, amb la construcció externa sobre el costat i la construcció interna amb barratge flamenc. La caixa és de pi roig i la caixa del teclat és xapada de fusta natural, possiblement de fruiter, envernissada. Té uns filets que decoren el frontal que estan fets de banús i la caixa i les set potser tornejades (pertanyents a una estructura independent) són pintades a base de motius xinesos amb la tècnica del lacat.
L'interior de la tapa està ricament decorada a base de pintures amb motius d'influència japonesa. Les diferents peces que el constitueixen eren i són peces molt ben valorades ja que dota al so d'una gran qualitat.
S'han realitzat diverses restauracions una al 1980 per Joan Martí va permetre recuperar l'excepcional sonoritat que l'instrument emetia al seus orígens i el 2017, Paul Poletti va restaurar el teclat substituint les làmines originals de les tecles per làmines de proteïna de llet, donant un resultat excel·lent i fent que els intèrprets actuals també puguin sentir un tacte molt semblant al de l'instrument del segle xviii.
Al següent enllaç s'hi pot trobar una virtualització d'aquest orgue fet per en Pere Casulleras.